# Saint-Jean-du-Maroni
Saint-Jean-du-Maroni est un lieu-dit de la commune de Saint-Laurent-du-Maroni, en Guyane, sur le fleuve Maroni, à 17 km au sud du centre de la sous-préfecture.

## Historique
Saint-Jean-du-Maroni était un des sièges du bagne de la Guyane française sous forme d'un camp militaire de 16 cases (en briques de l'Administration pénitentiaire). Il abritait le camp de la Relégation et ses fameux « pieds-de-biche ».  Ceux-ci étaient soumis à un régime particulier qui les autorisait à effectuer toutes sortes d'activités pour eux-mêmes, une fois leur tâche quotidienne effectuée. Il eut même son propre théâtre.
Les relégués étaient sous le coup de la loi de 1885 des multi-récidivistes, divisés en deux catégories :
- les relégués collectifs, vivant au camp, ils fournissaient un travail à l'Administration pénitentiaire et devaient répondre à deux appels par jour[1] ;
- les relégués individuels, ne faisant plus partie de la première catégorie, ils étaient en semi-liberté et pouvaient être à leur propre compte[1].

Albert Londres a tracé le portrait de ces hommes lors de sa visite aux bagnes de la Guyane, en 1923 : 

« Les pieds de biche ? Ce sont des voleurs. Ils ont leur ville : Saint-Jean. On les appelle aussi les pilons. Et Saint-Jean se prononce Saint-Flour. Officiellement ils ont pour nom : les relégués. Ils sont au nombre de huit mille cent soixante-sept. C’est le plus sale gibier de Guyane. Quand vous recommandez un homme pour une situation d'assigné : “Qu'est-ce que c’est ? vous demande-t-on. — Un assassin.— Très bien, nous le caserons.” Si vous dites : “C’est un Saint-Jean. — Jamais !” Chez Garnier, à Cayenne, chez Pomme-à-Pain, à Saint-Laurent, on se vante – ces gargotes se respectent – de ne pas recevoir de pieds-de-biche. Ce sont les honteux du bagne. L’auréole de la guillotine n’a pas brillé au-dessus de leur tête. Qu'est-ce c’est que ce tas de pouilleux volant trois poules par ici, cent francs dans ce tiroir, un tableau chez le marchand ? On ne peut pas fréquenter de “miteux” de cet acabit. La considération, ici, ne commence qu'au vol qualifié. »

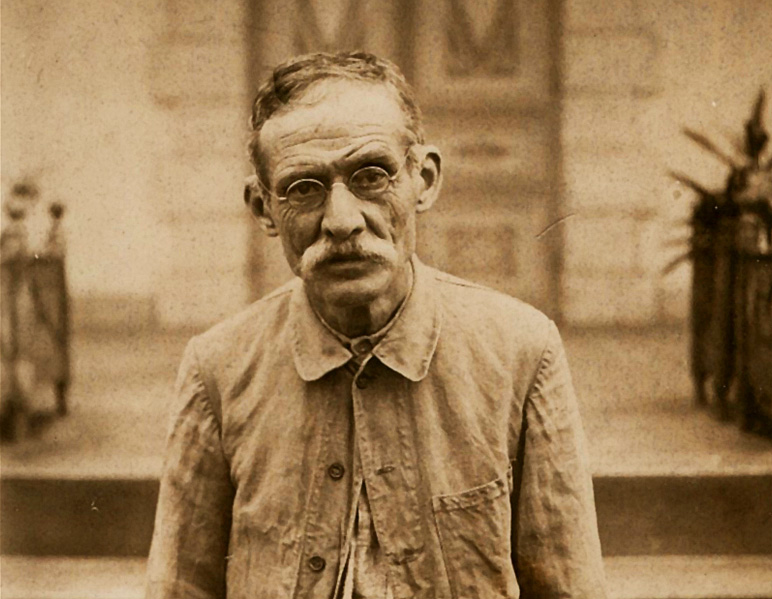
Portrait de Gardebois, relégué au service du directeur du bagne lors de la visite d'Albert Londres

Il conclut en expliquant à ses lecteurs ce qu'est la relégation : 

« La relégation ! Je ne m'imaginais pas que c'était ainsi. Quand on lit “condamné à tant et à dix ans d’interdiction de séjour”, on croit aisément qu'une fois sa peine achevée, l'homme n'a qu'à courir le monde pourvu qu'il ne rentre pas en France. Ce n’est pas cela. Il va à Saint-Jean, dit Saint-Flour. Aucun de ces grands enfants qui n'ait sur la conscience moins de six vols reconnus. Beaucoup en sont à vingt, trente, plusieurs à quatre-vingts, cent. C'est la crème la plus épaisse des fripouillards de France. »

— Au bagne (1923)
C'est actuellement la base du régiment du service militaire adapté de la Guyane (RSMA-GY).